# Jim Doyle
Jim Doyle (Washington, 23 de Novembro de 1945) é um político membro do Partido Democrata. Foi governador do estado de Wisconsin sendo o 44º governador do estado, deixou o cargo em 2 de janeiro de 2011.

## Carreira política
Em 1990 elege-se Procurador geral com 687.283 votos (50,87%), contra 635.835 votos do Republicano Dom Hanaway. Em 1994 reelegeu-se Procurador geral com 805.334 (52,52%), contra o Republicano Jeff Wagner  que obteve 709,927. Em 1998 reelegeu-se novamente Procurador Geral com 1.111.773 (64,86%), contra a Republicana Linda de Water que obteve 565.073.
Em 2002 é escolhido candidato a governador pelo Partido Democrata com 212.066 (38,36%), em 2º lugar ficou Tom Barrett que obteve 190.605 (34,38%), e em 3º lugar fica Kathleen Kalk que obteve 150.161 (27,16%). Em 2002 é eleito Governador com 800.971 (45,09%), contra 732.896 do Republicano Scoot McCallum que obteve 732.796 (41,39%).
Em 2006 é reeleito Governador com 1.139.115 votos (52,70%), contra 979.427 votos (45,31%) do Republicano Mark Green.